# Virginia Kull
Virginia Kull (Dallas, 1981. október 5. –) amerikai színésznő.
Főként a Hatalmas kis hazugságok és a NOS4A2 című televíziós sorozatok epizódjaiból ismert. 2023-tól a Percy Jackson és az olimposziak című fantasysorozat szereplője.

## Élete és pályafutása
Pályafutása elején a Boardwalk Empire – Gengszterkorzó, a Jackie nővér, A célszemély és A férjem védelmében sorozatokban vendégszerepelt. 
2012-ben a Henry James Washington Square című regényéből készült,  The Heiress címet viselő színdarabban lépett fel. A művet Moisés Kaufman rendezte, Kull színésztársai Jessica Chastain, Dan Stevens és David Strathairn voltak.
2014-ben a Gracepoint című bűnügyi drámasorozatban játszott, mint Beth Solano. 2017-ben a HBO Hatalmas kis hazugságok című drámasorozatában Emily szerepét kapta meg. Ezt A szélhámos című bűnügyi drámasorozat követte, melyben 2017 és 2018 között volt látható. 2018-ban a Mr. Mercedes második évadjában, a kórházi ápolónő Sadie mellékszerepében tűnt fel.
2019–2020 között a NOS4A2 című horror-drámasorozat állandó szereplője volt.
2023-tól Sally Jacksont, a címszereplő édesanyját formálja meg a Disney+ Percy Jackson és az olimposziak című fantasysorozatában.

## Filmográfia
| Év        | Magyar cím                               | Eredeti cím                       | Szerep                          | Megjegyzések                                       |
| --------- | ---------------------------------------- | --------------------------------- | ------------------------------- | -------------------------------------------------- |
| 2009      |                                          | Une aventure New-Yorkaise         | lány                            | tévéfilm                                           |
| 2009      |                                          | Feeling Tall                      | "A" felesége                    | rövidfilm                                          |
| 2010      | Boardwalk Empire – Gengszterkorzó        | Boardwalk Empire                  | Nan Britton                     | 4 epizód                                           |
| 2011      | Jackie nővér                             | Nurse Jackie                      | Mia                             | 1 epizód                                           |
| 2011–2022 | Esküdt ellenségek: Különleges ügyosztály | Law & Order: Special Victims Unit | Catherine Harrison / Claire Lee | 2 epizód                                           |
| 2012      | A célszemély                             | Person of Interest                | Ashley                          | 1 epizód                                           |
| 2012      | A férjem védelmében                      | The Good Wife                     | Elizabeth Sun                   | 1 epizód                                           |
| 2013      | Gyilkos hajsza                           | The Following                     | Maggie Kester                   | 2 epizód                                           |
| 2014      |                                          | Gracepoint                        | Beth Solano                     | minisorozat (10 epizód)                            |
| 2015      | A viszony                                | The Affair                        | Dr. D'Amato                     | 1 epizód                                           |
| 2016      | Stitchers – Az összefűzők                | Stitchers                         | Christine                       | 1 epizód                                           |
| 2017      | Rólunk szól                              | This Is Us                        | Samantha                        | 1 epizód                                           |
| 2017      | Hatalmas kis hazugságok                  | Big Little Lies                   | Emily Barnes                    | - 6 epizód - magyar hangja: - Bognár Anna          |
| 2017      | Twin Peaks                               | Twin Peaks: The Return            | Szymon Waitress                 | 1 epizód                                           |
| 2017      | Szóljatok a köpcösnek! – A sorozat       | Get Shorty                        | Brynlee                         | 1 epizód                                           |
| 2017–2018 | A szélhámos                              | Sneaky Pete                       | Katie Boyd                      | 8 epizód                                           |
| 2018      |                                          | Nancy                             | Deb Loden                       | nagyjátékfilm                                      |
| 2018      |                                          | The Looming Tower                 | Kathy Shaughnessy               | minisorozat (10 epizód)                            |
| 2018      |                                          | Imperfections                     | Cassidy                         | nagyjátékfilm                                      |
| 2018      | Mr. Mercedes                             | Mr. Mercedes                      | Sadie                           | 4 epizód                                           |
| 2019–2020 | NOS4A2                                   | NOS4A2                            | Linda McQueen                   | - 20 epizód - magyar hangja: - Ligeti Kovács Judit |
| 2020      | Az üres ember                            | The Empty Man                     | Ruthie                          | nagyjátékfilm                                      |
| 2020      |                                          | Curveball                         | Leslie                          | nagyjátékfilm                                      |
| 2021      | Shameless – Szégyentelenek               | Shameless                         | Nancy Lamper                    | 1 epizód                                           |
| 2021      |                                          | The Big Bend                      | Melanie Price                   | nagyjátékfilm                                      |
| 2022      |                                          | Super Pumped                      | Jill Hazelbaker                 | 4 epizód                                           |
| 2023–     | Percy Jackson és az olimposziak          | Percy Jackson and the Olympians   | Sally Jackson                   | visszatérő szerep                                  |
| 2024      | Ártatlanságra ítélve                     | Presumed Innocent                 | Eugenia                         | 6 epizód                                           |

## Fordítás
- Ez a szócikk részben vagy egészben  a   Virginia Kull című angol Wikipédia-szócikk ezen változatának fordításán alapul.  Az eredeti cikk szerkesztőit annak laptörténete sorolja fel. Ez a jelzés csupán a megfogalmazás eredetét és a szerzői jogokat jelzi, nem szolgál a cikkben szereplő információk forrásmegjelöléseként.